# Semana Santa en Trujillo

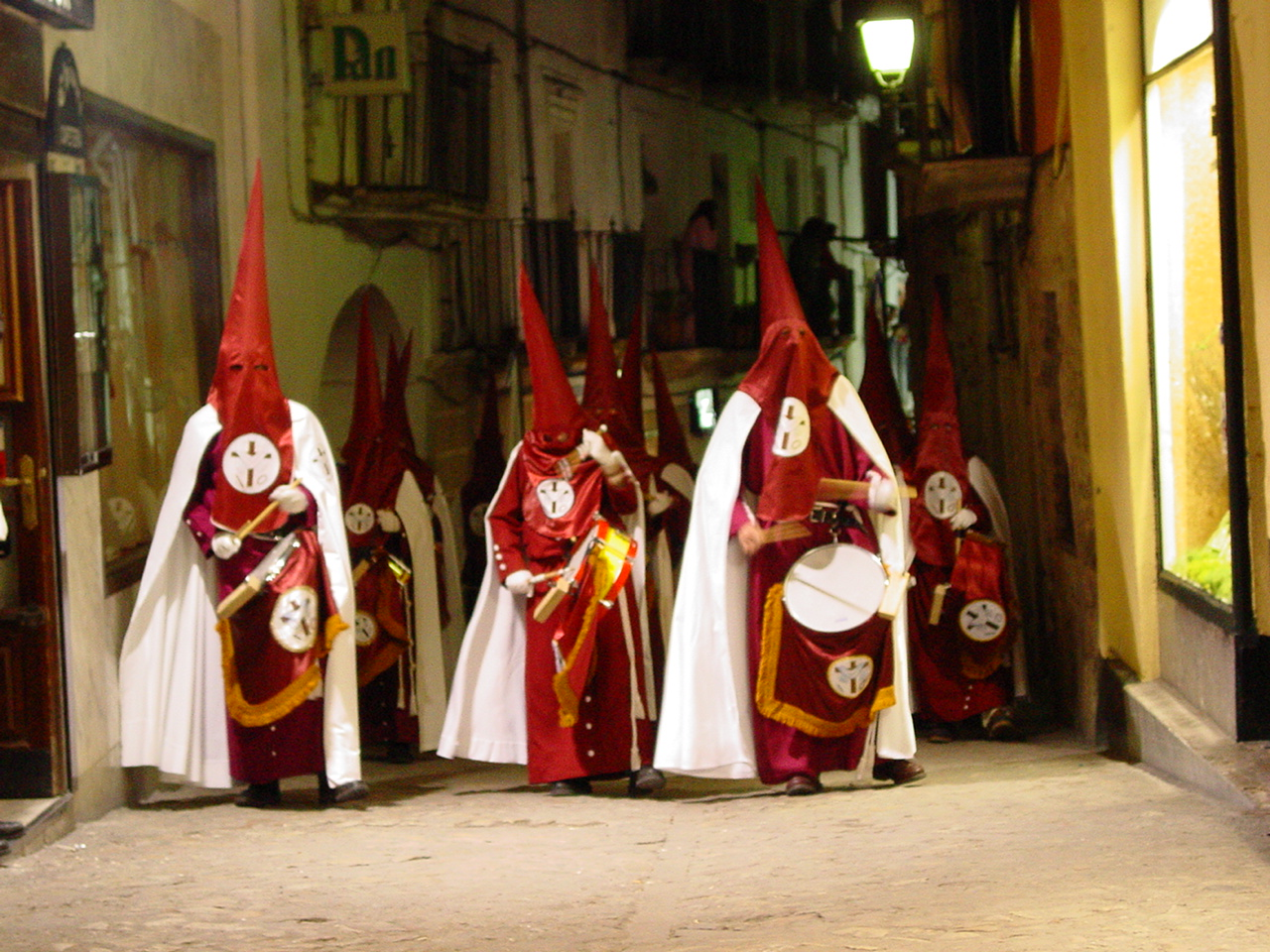
Procesión de Semana Santa en Trujillo

La Semana Santa Trujillana se celebra en la localidad de Trujillo, provincia de Cáceres, España. Es una Fiesta de Interés Turístico de Extremadura, declarada así en 2012. Se celebra en primavera, comienza con la lectura del Pregón de Semana Santa y culmina con la celebración del Chíviri.

## Hermandades
- Cofradía de Oración en el Huerto y María Magdalena. Fundada en 1989.
- Hermandad de Nuestra Señora de las Angustias y Cristo Amarrado a la Columna. Fundada en 1987.
- Ilustrísima Cofradía Stmo. Crísto Cautivo y su amado discípulo San Juan. Fundada en 1983.
- Cofradía de Nuestro Padre Jesús Nazareno. Fundada en 1987.
- Hermandad del Stmo. Cristo del Perdón. Fundada en 1952.
- Ilustre Cofradía del Santo Sepulcro, Fundada en 1917.
- Cofradía de Nuestra Señora de la Soledad de los Antiguos Cruzados Eucarísticos. Fundada en 1964.